# Arroz amargo
Arroz amargo (Riso amaro) es una película italiana en blanco y negro dirigida en 1949 por Giuseppe de Santis, y protagonizada por Vittorio Gassman y Silvana Mangano junto a Raf Vallone y Doris Dowling.
La película, rodada en escenarios naturales en las fincas y arrozales de la provincia piamontesa de Vercelli (concretamente de los municipios de Lignana y Salasco), supuso el lanzamiento al estrellato de Silvana Mangano, que en el rodaje conocería al que sería su marido: el productor Dino de Laurentis.
Considerada la obra maestra neorrealista de Giuseppe de Santis, Arroz amargo tuvo un gran éxito en Europa y América, con su mezcla de mensaje político y melodrama, de cine negro y documental antropológico, todo ello imbuido del erotismo, notable para la época, que emana de una jovencísima y exuberante Silvana Mangano. Fue seleccionada para el Festival de Cannes de 1949 y nominada al Oscar al mejor argumento en la edición de 1950.
En la versión original italiana, las voces de las dos protagonistas femeninas están dobladas: la de Doris Dowling por Andreína Pagnani, y la de la propia Silvana Mangano por Lydia Simoneschi, que también la doblaría en varias películas sucesivas.

## Argumento
La película arranca al comienzo de la temporada de plantado del arroz en el norte de Italia. Francesca (Doris Dowling) y Walter (Vittorio Gassman) son una pareja de jóvenes ladrones que acaban de robar un valioso collar en un hotel en el que ella trabajaba como camarera. Para escapar de la Policía, Walter confía el collar a Francesca y ambos tratan de pasar inadvertidos entre la multitud de jornaleras (las mondine) que abordan un tren con destino a los arrozales del valle del Po. Mientras esperan para subir al tren, la pareja conoce a Silvana (Silvana Mangano), una joven y sensual mondina, con la que Walter flirtea para esconderse de la Policía, pese a lo cual es reconocido y huye. Francesca y Silvana hacen juntas el viaje a los campos de arroz.
Silvana, intrigada por Francesca, le ayuda a conseguir un trabajo como mondina "clandestina" (sin contrato). Después de una inicial resistencia de los trabajadores con contrato, los "clandestinos" son finalmente admitidos en la plantación. Francesca se introduce así en la durísima forma de vida de las temporeras del arroz.
Al poco tiempo Silvana descubre en el dormitorio el collar robado por Francesca y se lo sustrae a esta. Luego la acusa de esquirolaje, con el fin de quitarla de en medio. 

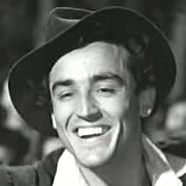
Vittorio Gassman en un fotograma de la película.

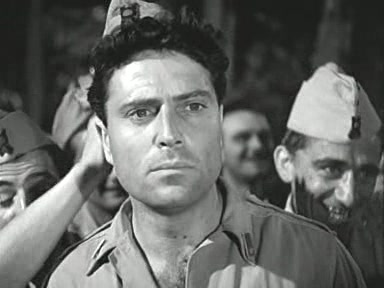
Raf Vallone en un fotograma de la película.

Francesca corre peligro de ser linchada por sus compañeros, pero es salvada por un sargento a punto de ser licenciado tras su servicio en el ejército, Marco Galli (Raf Vallone), que pacifica a los dos bandos. Francesca consigue agrupar a otras compañeras irregulares y al final convence a todas las jornaleras para realizar una protesta común con el objetivo de que todas las mondine sean contratadas legalmente.
Silvana se disculpa con Francesca y le devuelve el collar, confesando haber actuado cansada y asqueada de la dura vida de jornalera. A la devolución del botín asiste Marco, que se ha enamorado de Silvana, mientras Francesca lo está de él.
La llegada de Walter a la finca, que había estado escondido esperando a que las cosas se calmaran, causará estragos durante una fiesta nocturna. Silvana vuelve a "tomar prestado" el collar a Francesca y baila con Walter entre jornaleras y braceros. También acude a la fiesta Marco, que al ver a Silvana con el collar monta en cólera, le arranca el collar del cuello y se pelea a puñetazos con Walter.
Walter revela entonces a Francesca que el collar robado es sólo de imitación y la abandona, mientras, para cortejar a Silvana, le ofrece como regalo el mismo collar, ocultándole a ella la verdad. Deslumbrada por la perspectiva de vida que le ofrece Walter, Silvana se hace su amante. Pero el movimiento de Walter no es desinteresado: en realidad está compinchado con tres cómplices para robar la cosecha de arroz y ha seducido a Silvana para contar con su ayuda. Así, cuando va a ser coronada "Miss Mondá 1948", Silvana abre las compuertas de los canales e inunda el arrozal. De este modo, mientras todos los trabajadores se afanan en salvar los cultivos, Walter podrá huir con el arroz ya cosechado.
Pero Francesca ha adivinado los planes de Walter y, pensando que el robo del arroz significaría la ruina para las mondine y que eso es algo muy distinto que robar a los ricos, avisa a Marco, pensando que es el único que puede ayudarla. Marco y Francesca se enfrentan con Walter y Silvana; los dos hombres se hieren entre sí y el desenlace queda en manos de las mujeres, armada cada una con una pistola. Después de saber por boca de Francesca que Walter la ha engañado y se ha servido de ella para sus propios fines, Silvana apunta la pistola contra él y dispara. Pero eso no bastará para redimirla a sus propios ojos de la traición cometida a sus camaradas, en busca de una ilusoria salvación individual; redención que en cambio ha conseguido Francesca al descubrir la solidaridad de clase. Así, Silvana, en estado de shock, se suicida y las mondine le rinden homenaje, cubriendo su cadáver de puñados de arroz; mientras, Francesca y Marco se marchan juntos en busca de un futuro mejor.